# Клюжин, Геннадий Тимофеевич
Клюжин Геннадий Тимофеевич (11 февраля 1935 года, дер. Кочетково, Ивановская область — 19 сентября 2016 года, г. Майкоп  — российский художник, член Союза художников СССР с 1969 г.

## Биография
Родился 11 февраля 1935 года, в деревне Кочетково, Ивановская область. 
В 17 лет, в 1952 году поступил в Ивановское художественное училище.
После окончания училища в 1957 году был направлен на работу учителем рисования и черчения в сельскую школу Карагандинской области Казахской ССР. 
С 1961 по 1967 год учился в Московском государственном художественном институте им. Сурикова. Окончив институт, уехал по распределению в Адыгею в город Майкоп. 
Начиная с 1967 года до конца своей жизни в 2016 году проработал в Адыгейских художественных мастерских.
С 1992 года художник преподавал рисунок и живопись в республиканском колледже искусств им. У. Х. Тхабисимова (г. Майкоп).
До последних дней художник активно занимался творчеством, ездил на пленэры, в том числе международные, участвовал  в выставках.
Умер 19 сентября 2016 года в г. Майкопе.

## Творчество
Убежденный реалист, посвятивший себя пейзажу и жанровой картине. Искусствоведы отмечают приверженность художника к «суровому стилю» в созданных им произведениях.
Работу в Адыгейских художественных мастерских художник совмещал с самостоятельным творчеством. Много ездил на пленэры по Северному Кавказу и Черноморскому побережью где им была создана большая серия южных пейзажей.
На протяжении нескольких десятилетий Геннадий Клюжин ездил на «Академическую дачу имени И. Е. Репина», где его работы были отмечены ведущими художниками России, в том числе Кугачем Ю.П. 
Принимал участие в Международном пленэре в Нормандии и в фестивале «Русская зима» в городе Левилуе Пере.
Сегодня работы Геннадия Клюжина представлены в ГУК «Картинная галерея», Министерстве культуры республики Адыгея, Краснодарском фонде культуры, частных собраниях России и за рубежом.

## Выставки
В  1965 году на  областной выставке в Караганде молодой художник представил свою картину «Морозный день на целине». Его творчество получило положительные отзывы, художник был отмечен, как правдивый и чуткий живописец, обладающий высоким потенциалом.  
Начиная с этого момента по 2016 год художник активно участвовал в выставках зонального, городского, республиканского, всесоюзного, международного значения.
Работы Геннадия Тимофеевича Клюжина активно выставляются и после его смерти в музеях и галереях Краснодарского края и Адыгеи.